# لوب اصلی

نمودار تشعشعی آنتن در مختصات قطبی. فاصله شعاعی از مرکز نشان دهنده قدرت سیگنال است.

اسکن الکترونیکی لوب اصلی آرایه فازی. هنگام انجام اسکن در یک طیف وسیع، لوب‌های اصلی مرتبه-بالاتری وجود دارند.

در الگوی تابش آنتن رادیویی، لوب اصلی (به انگلیسی: main lobe) یا پرتو اصلی، لوب حاوی قدرت بالاتر است. لوب اصلی، لوبی است که قدرت میدان بیشتری را به نمایش می‌گذارد.
الگوی تابش اکثر آنتن‌ها الگویی از "لوب ها را در زوایای مختلف نشان می‌دهد، جهاتی که قدرت سیگنال تابش شده به حداکثر می‌رسد، با "null" از هم جدا می‌شوند، زاویه‌هایی که تابش به صفر می‌رسد. در یک آنتن جهت دار که هدف آن انتشار امواج رادیویی در یک جهت است، لوب در آن جهت طوری طراحی شده‌است که قدرت میدان بیشتری نسبت به بقیه داشته باشد، به همین دلیل در نمودار الگوی تابش بزرگتر از همه ظاهر می‌شود؛ به این لوب، لوب اصلی گفته می شود. لوب‌های دیگر "لوب جانبی" نامیده می‌شوند و معمولاً تشعشعات ناخواسته را در جهات نامطلوب نشان می‌دهند. لوب جانبی که در خلاف جهت لوب اصلی قرار دارد، "بک لوب" یا "لوب عقب" نامیده می‌شود.